# ナニワゲノム 〜ウルフルズ・メガミックス・メドレー〜
『ナニワゲノム 〜ウルフルズ・メガミックス・メドレー〜』は、2001年4月28日に発売されたウルフルズ22枚目のシングル。発売元は東芝EMI。

## 解説
曲名はヒトゲノムに由来し、「ナニワの遺伝子」という意味。
表記は2曲目までしかクレジットされてないが、隠しトラック3曲が収録。
アートワークは緑色のカラーケース仕様。

## 収録曲
1. ナニワゲノム 〜ウルフルズ・メガミックス〜
ガッツだぜ！！～それが答えだ！～ウルフルズ A･A･Pのテーマ～すっとばす～かわいいひと～あそぼう～トコトンで行こう！～借金大王～SUN SUN SUN '95～バンザイ－好きでよかった－～大阪ストラット
2. ナニワゲノム 〜ウルフルズ・メドレー〜
ガッツだぜ!～それが答えだ!～まかせなさい～かわいいひと～あそぼう～ホンキーマン～夢～いい女
  - 下記はシークレットトラック。
3. ナニワゲノム 〜ウルフルズ・メドレー〜
小・中・高・大 -トロフィーをかかげよう-～大阪ストラット～しあわせですか～ダメなものはダメ～ヤングソウルダイナマイト～今夜どう？（ここまではOK！）～ウルフルズ A･A･Pのテーマ
4. ナニワゲノム 〜ウルフルズ・メドレー〜
すっとばす～Give Me, チャンスをくれよ～おし愛へし愛どつき愛～サンキュー・フォー・ザ・ミュージック～トコトンで行こう！
5. ナニワゲノム 〜ウルフルズ・メドレー〜
借金大王～SUN SUN SUN '95～ツギハギ ブギウギ～彼女はブルー～バンザイ－好きでよかった－～コマソンNo.1～全日本昔話選手権～びんぼう'94